# 国民美術協会
国民美術協会（こくみんびじゅつきょうかい）は、日本の美術家による団体である。1913年（大正2年）3月に発足し、美術館建設運動などを行った。戦時中の1940年代前半には活動を停止した。

## 創立
1912年（大正元年）11月、第6回文展審査発表後に美術家の懇親会が行われた際、松岡寿、黒田清輝、岩村透らが偶然の話題から盛り上がり、分野を超えた美術団体の設立を呼びかけた。即刻、森鷗外を座長とする規則起草委員会が作られ、翌年3月の設立総会によって発足した。
モデルになったのはフランスの国民美術協会（Société Nationale des Beaux-Artsソシエテ・ナショナル・デ・ボザール）である。従来の日本の美術界は各分野のまとまりがなく、派閥に分かれて対立ばかりしていた。「美術家の大同団結」を図り、政府への建議や、一般社会への美術の普及活動など、美術界の発展を計るために創設されたものである。
初代会頭には最初、黒田清輝が推薦されたが、一部の画家が反発。その対立を一言で収めた建築家の中條精一郎が就任。絵画（西洋画・日本画）、彫塑、装飾美術、建築、学芸と幅広い分野を対象とする団体となり、1913年（大正2年）9月に社団法人化された。1915年12月時点で、総会員数は300名を超えていた。

## 協会の活動
国民美術協会の活動は多岐に及ぶ。毎年展覧会を開催したが、元来が「美術と社会」を結ぶ諸活動を眼目としたので、会員作品展覧会は必ずしも主要事業ではなかった。ただし、「エジプト・ペルシャ・ローマの古品」「西洋の影響を受けたる日本版画」「内外グロテスク作品」「内外農民美術」などの特別陳列を行い、近代日本における「企画展覧会」の先駆けになる。1914年から1929年にかけては、松方蒐集美術を含む外国美術展も積極的に行った。
大正時代当時、十分な美術展示を行える会場がなかったことから、国民美術協会が中心となって粘り強い美術館建設運動を行った。その結果、1926年（大正15年）に東京府美術館が開館した。その他、裸体作品取締に対する抗議と建議、東京美術学校改革運動(1915年)、美術局および美術院の設置要求、帝展第四部設置運動（官設展覧会における装飾美術、工芸の地位向上）、美術ジャーナリズムの振興、都市の美観の推進（都市環境政策の提言）など、現代にも通じる様々な活動を行っている。協会の創設を主導した岩村透の構想ではさらに、隔年の国際美術展（ビエンナーレ）の開催や、美術家の養老・遺族扶助などまで含まれていた。
国民美術協会では、建築部の活動が盛んだったことが知られ、会頭の中條精一郎の他、横河民輔、伊東忠太、関野貞、武田五一、佐藤功一、佐野利器、後藤慶二、岡田信一郎、内田祥三など世代を超える40名以上が名を連ね、美術家たちと共働した。関東大震災の翌年（1924年）には、多くの若手建築家が参加する「帝都復興創案展」を開催した。

## その後
国民美術協会を主導したのは岩村透、黒田清輝、中條精一郎、美術編集者の坂井犀水らであった。岩村が1917年に病で早逝した後は、美術知識の普及のために岩村記念美術講演会が企図され、13回（1933年まで）行われた。1919年に中條は会頭を辞任し、黒田が会頭に就任。黒田が1924年に逝去すると再び中條が会頭に就いた。
1926年の東京府美術館設立、1927年帝展第四部（工芸）新設を一つの区切りとして次第に活動が停滞し、1930年代後半には展覧会等もほとんど開催されなくなった。1936年に中條が逝去後、追悼文集『中条精一郎』を刊行（1937年）。戦時体制下では、ほとんど記録も見当たらなくなる。1943年の坂井の死去をもって自然消滅したと推定される。
戦後長らく忘却されてきたが、近年、その活動が実証的に明らかになっている。美術史家の今橋映子は日本の美術行政、文化行政、アートマネージメントがどのように発展してきたかを知るためにも、重要な団体と評価している。

## 会頭
- 中條精一郎（1913-1919）
- 黒田清輝（1919-1924）
- 中條精一郎（1924-1933）
- 大河内正敏（1933-43頃か）

## 主要文献
- 『国民美術協会報告』1913年12月、『近代美術雑誌叢書・第Ⅱ期　別冊付録』所収、ゆまに書房、1998年、pp.69-84.
- 石井柏亭『国民美術協会略史』国民美術協会、1930年
- 坂井犀水「回顧二十年―国民美術協会の業績等々―」『アトリエ』第10巻7号、1933年7月、pp.26-41.
- 国民美術協会編『中條精一郎』 1937年
- 和田嘉宥「国民美術協会について（大正建築界への影響を探る）」『米子高等専門学校研究報告』第14号、1978年12月、pp.47-52.
- 山梨絵美子「黒田清輝と国民美術協会」東京文化財研究所編、『大正期美術展覧会の研究』所収、2005年3月、pp.375-391.
- 朴昭炫 『「戦場」としての美術館――日本の近代美術館設立運動/論争史』ブリュッケ、2012年
- 今橋映子『近代日本の美術思想——美術批評家・岩村透とその時代』下巻、白水社、2021年（第15章「美術行政とアーツマネジメントへのめざめ——国民美術協会という遺産」、pp.149-205.）